# مارك جنكينز (فنان تنصيبي)
مارك جنكينز (بالإنجليزية: Mark Jenkins)‏ هو فنان تنصيبي أمريكي، ولد في 1970 في الإسكندرية في الولايات المتحدة.

## وصلات خارجية
- الموقع الرسمي